# Østerbro
 For alternative betydninger, se Østerbro (flertydig). (Se også artikler, som begynder med Østerbro)
Østerbro er en administrativ bydel i København med 76.402 indbyggere (2016) . Bydelens areal er 8,74 km2 og befolkningstætheden på 8.116 indbyggere pr. km2. Dog indgår for eksempel Fælledparken i arealet. I de beboede dele er befolkningstætheden langt højere.
Østerbro udgør den nordøstligste bydel i Københavns Kommune og rummer ca. tolv procent af kommunens 659.350 indbyggere  (2024). Den administrative bydel Østerbro blev etableret pr. 1. januar 2007 ved at Indre Østerbro og Ydre Østerbro blev lagt sammen til én bydel.

## Historie
"Bro" er en gammel betegnelse for en brolagt vej. Ordet Øster- kommer af, at stenbroen lå lige ud for den gamle byport Østerport, der i middelalderen var placeret for enden af Østergade i det indre København. Under Christian 4.’s store nordlige udvidelse af byen kom den nye Østerport i 1647 til at ligge for enden af Rigensgade. I 1708 blev der bygget en ny Østerport cirka der hvor den nuværende Østerport station ligger.
Nordhavnen/Frihavnen der traditionelt har været en del af Østerbro bliver i disse år (2015-2020) kraftigt udbygget bl.a. med nye opfyldte arealer i Øresund. Nordhavn har fået sit eget postnummer; 2150, hvor det før var 2100 som resten af Østerbro.

## Afgrænsning
Østerbro er mod syd afgrænset af Indre By, mod vest af Nørrebro, mod nordvest af Bispebjerg og mod nord af Hellerup i Gentofte Kommune. Mod øst ligger Københavns Havn og Øresund.
Den administrative bydel Østerbro er for en stor dels vedkommende identisk med postdistrikterne 2100 København Ø og 2150 Nordhavn. Grænsen mellem de to postdistrikter følger Nordhavnsbassinet - Kalkbrænderihavnsgade - Nordhavns Plads - Sundkrogsgade - Stubbeløbsgade - Kalkbrænderiløbet.
Der er imidlertid flere steder, hvor grænserne til de andre bydele og postdistrikter ikke følges ad. Det gælder således mod syd, hvor området mellem Kastellet (inklusive), Østre Anlæg, Sølvgade, Sortedams Sø, Classensgade og Kalkbrænderihavnsgade hører til bydelen Indre By men postdistriktet København Ø. Det gælder mod vest, hvor området mellem Vermundsgade, Rovsingsgade og Lersø Parkallé samt en del af Universitetsparken hører til bydelen Nørrebro men postdistriktet København Ø. Det gælder mod nordvest, hvor området mellem Ringbanen, Hareskovbanen, Tuborgvej, Emdrup Sø og grænsen til Gentofte Kommune hører til bydelen Bispebjerg men postdistriktet København Ø. Og det gælder i nord, hvor området nord for Rosbækvej og Ryparken hører til bydelen Østerbro men til postdistriktet Hellerup.

## Områder i Østerbro
Overordnet kan bydelen inddeles i Indre Østerbro og Ydre Østerbro. Indre Østerbro er hovedsageligt velhavernes kvarter, et kvarter med en gammel og fin historie og hjemsted for en lang række vigtige bygninger, ambassader, pladser og forretninger, mens Ydre Østerbro har en knap så gammel historie.

### Indre Østerbro
- Brumleby
- Den lille havfrue
- Fælledparken
- Gunnar Nu Hansens Plads
- Kræftens Bekæmpelse
- Københavns Frihavn
  - Søndre Frihavn
- Langelinie
- Niels Bohr Institutet
- Parken
- Rigshospitalet
- Rosenvænget
- Trianglen
- Østre Gasværk

### Ydre Østerbro
- Danmarks Meteorologiske Institut
- Lyngbyvejskvarteret
- Ryparken
- Rådmandsmarken